# Kalámi (Corfou)
Kalámi (grec moderne : Καλάμι) est une localité située dans le dème de Corfou-Nord, dans le district régional de Corfou, dans la périphérie des Îles Ioniennes, en Grèce.
Selon le recensement de 2021, elle compte 18 habitants.

## Géographie
Kalámi se trouve au nord de la ville de Ráchi et au sud de celle de Plagiá, face à l'Albanie.

## Histoire

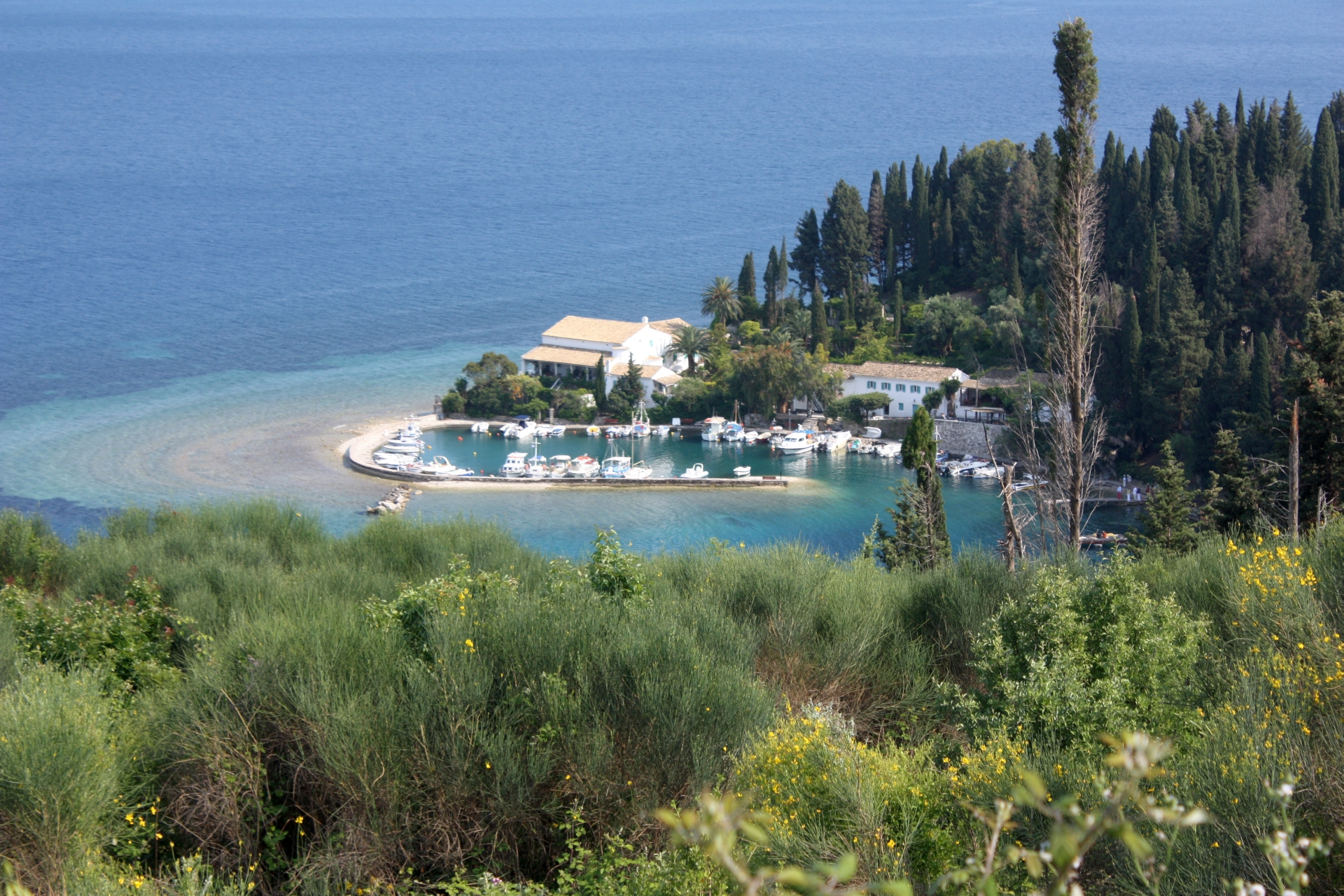
La baie Kouloura et sa célèbre villa.

À Kalámi se trouve la baie Kouloura, une petite crique doté d'un port, dont la principale bâtisse appartient, depuis les années 80, à des membres de la famille Agnelli (Umberta Nasi Agnelli et son époux Giorgio Marsan),.